# دافني بليك
دافني بليك (بالإنجليزية: Daphne Blake)‏ هي شخصية خيالية في المسلسل الشهير سكوبي دو، وهي شخصية رئيسية وأساسية في السلسلة، ودائما ما تتعرض للخطر أو ما شابه ومن هنا جائها لقب «دافني المعرضة للخطر».